# Bernard Rajzman
Bernard Rajzman (né le 25 avril 1957 à Rio de Janeiro) est un joueur de volley-ball et un dirigeant sportif brésilien.
Il est médaillé d'argent aux Jeux olympiques d'été de 1984 à Los Angeles.
Il a aussi disputé des matchs de beach-volley.
Il travaille au sein du Comité olympique brésilien et est membre du Comité international olympique.